# Toshihide Maskawa
Toshihide Maskawa, Toshihide Masukawa ili Tošihide Maskava (Nagoja, 7. veljače 1940.), japanski teorijski fizičar. Diplomirao (1962.) i doktorirao (1967.) na Sveučilištu u Nagoji. Na Sveučilištu u Kyotu surađivao s M. Kobayashijem na razvoju standardnoga modela čestica. Bio je ravnatelj Yukawina instituta za teorijsku fiziku u Kyotu (od 1997. do 2003.). Za otkriće podrijetla narušavanja simetrije u subatomskoj fizici koje predviđa postojanje barem triju skupina kvarkova u prirodi s Kobayashijem dobio Nobelovu nagradu za fiziku 2008. (te je godine nagrađen i Y. Nambu).

## CP-simetrija
CP-simetrija je simetrija zakona fizike s obzirom na zajedničku promjenu naboja i parnosti odnosno zahtjev da se jednako odvijaju procesi u našem svijetu i svijetu koji bi se dobio od njega uzastopnom primjenom prostornog zrcaljenja (P-transformacijom) i zamjenom čestica antičesticama (C-transformacijom). Odstupanje od te simetrije (CP-narušenost) jedan je od preduvjeta za stvaranje viška materije prema antimateriji u svemiru, a time i preduvjet našega postojanja. CP-narušenost otkrivena je u slabim raspadima K-mezona (James Cronin i Val Logsdon Fitch, 1964.), a u novije doba mjeri se i u raspadima B-mezona.

### Slaba nuklearna sila
Slaba nuklearna sila, slaba sila ili slabo međudjelovanje je temeljno međudjelovanje (fundamentalna interakcija) između kvarkova i leptona, jedna od četiriju temeljnih sila, uvedena pri pokušajima objašnjenja β-komponente prirodne radioaktivnosti. Ključni korak za objašnjenje temeljne slabe sile bilo je uvođenje neutrina (1932.), s pomoću kojega je E. Fermi postavio svoju teoriju β-raspada (1934.). Na osnovi slabe sile, koja "pretvara" neutrone u protone i omogućuje nuklearnu fuziju četiriju vodikovih atomskih jezgri u jezgru helija, došlo se do spoznaje procesa koji se odvija u Suncu i kojim se objašnjava podrijetlo energije Sunca: nuklearnim fuzijom kilogram vodika u nešto manje od kilogram helija oslobađa se energija od 6 × 1014 J. 
Ključno je za slabo međudjelovanje bilo otkriće narušenja prostorne parnosti (1956.) i vremenske mikroobrativosti (CP-simetrija), čega nije bilo kod prije istraženog elektromagnetskog i jakoga međudjelovanja (jake nuklearne sile). Prijenosnik slabog međudjelovanja masivni je W bozon (80 GeV), koji se u raspadima elementarnih čestica ponaša kao nabijena slaba električna struja, i masivni Z bozon (91 GeV), pridružen neutralnim slabim strujama. Struktura neutralnih slabih struja bila je ključna za potvrdu elektroslabe teorije, ujedinjenja elektromagnetizma i slabog međudjelovanja kao poopćenja dotadašnjega ujedinjenja elektriciteta i magnetizma. Pritom su uvedeni naboji slabog međudjelovanja, slabi izospin i slabi hipernaboj, pridijeljeni kvarkovima i leptonima koji sudjeluju u slabim međudjelovanjima. Slabo međudjelovanje odlikuje se promjenama kvantnih brojeva okusa, unutar obitelji ili između obitelji kvarkova.